# Палец, Леонтий Сергеевич
Леонтий Сергеевич Палец (1906—1964) — советский геолог, лауреат Ленинской премии (1959).
Родился в 1906 (по другим данным — в 1911) году.
Заочно окончил геологический факультет Киевского университета, кафедра землеведения и геоморфологии (1959).
В 1-й половине 1940-х гг. старший геолог Изюмской экспедиции, начальник Переволочнинской геологосъемочной партии (Черниговская область).
С 1946 г. работал в Миргородской конторе разведочного бурения, с 1957 г. главный геолог.
Возглавляя экспедицию нефтеразведочного треста, в 1950 г. заложил первую глубокую скважину при поиске в районе с. Шебелинка Харьковской области. Эта скважина дала мощный фонтан газа. По оценке запасы природного газа составляли 650 млрд м³, конденсата — 8,3 млн тонн. На тот момент месторождение считалось одним из крупнейших в Европе.
Лауреат Ленинской премии (1959) — за открытие и разведку Шебелинского газового месторождения в УССР.
Похоронен в Миргороде на городском кладбище.